# Brasema leersiae
Brasema leersiae är en stekelart som beskrevs av Jean Risbec 1956. Brasema leersiae ingår i släktet Brasema och familjen hoppglanssteklar. Inga underarter finns listade.